# 吉列尔梅·马里纳托
吉列尔梅·阿尔温·马里纳托（葡萄牙語：Guilherme Alvim Marinato；1985年12月12日—）是巴西足球運動員。在場上司職门将。他現在效力于俄羅斯足球超級聯賽球隊莫斯科火車頭。目前已归化俄罗斯国籍。